# Wiebelbach
Wiebelbach ist ein Gemeindeteil des Marktes Kreuzwertheim im unterfränkischen Landkreis Main-Spessart in Bayern.

## Geographie

### Lage
Wiebelbach ist ein Kirchdorf an den südlichen Ausläufern des Spessart im früheren Waldsassengau. Wiebelbach liegt am Speyerberg zwischen dem Röttbach und dem Wittbach. Der topographisch höchste Punkt der Gemarkung befindet sich auf 298 m ü. NHN (Lage) an der Kreisstraße MSP 32 beim Höchbuckel, der niedrigste liegt am Röttbach auf 193 m ü. NHN (Lage).

### Nachbargemarkungen
Nachbargemarkungen im Uhrzeigersinn im Norden beginnend sind Röttbach, Unterwittbach, Kreuzwertheim und Hasloch.

## Geschichte
Wiebelbach – eine Rodungssiedlung der Rienecker im Spessart. Um 1100 wurde Wiebelbach erstmals urkundlich durch den Grafen Otto von Schweinfurt erwähnt. 1112 wurde Wiebelbach an das Bistum Eichstätt abgegeben. Der Name des Ortes rührt von einem der ersten Siedler, einem gewissen Wippilo.
1305 übergab das Bistum Eichstätt den Ort und weitere umliegende Dörfer an Elisabeth von Schlüsselberg, Tochter des Gottfried von Schlüsselberg, der in die Wertheimer Grafenfamilie eingeheiratet hatte. Der Name des Ortes „Wiblobac“ wurde bei der Übernahme in „Wiblibach“ umbenannt.
1359 übten die Wertheimer die Grundherrschaft aus und hatten dort eigene Leute angesiedelt.
Ab 1421 besaß das Kloster Triefenstein Zins- und Gültgefälle im Dorf und erhielt in dieser Zeit auch die Dorfherrschaft. Auch die Vogtei (unterstes Gericht, Verwaltung) lag in dieser Zeit im Kloster Triefenstein.
Um 1480 wurde der Ort in „Wibelbach“ umbenannt.
1504 maßte sich Graf Michael von Wertheim die Vogtei über Wibelbach, Unterwittbach und Rettersheim an. Es kam zum Streit mit dem Kloster. In diesem Zusammenhang trat Triefenstein seine Herrschaft an den Hochstift Würzburg ab, um von dort besseren Schutz zu erhalten. Zins-, Gült-, Handlohn und Frondienste jedoch behielt sich das Kloster Triefenstein selbst vor. Zu dieser Zeit, als der Ort an den Hochstift abgegeben wurde, änderte sich der Name zu „Wibelrich“.
1508 wurde Wibelrich letztendlich auf „Wiebelbach“ umgetauft.
1525 fühlten sich die Klosteruntertanen aus Wiebelbach unter hohen Steuern und Last der Frondienste ausgebeutet. Im Bauernkrieg von 1525 schlossen sie sich Graf Jörg von Wertheim an und zogen gegen das Kloster Triefenstein in den Kampf, plünderten das Kloster und schlugen die Mönche in die Flucht. Nach dem Krieg wurden die Wiebelbacher und die anderen aufständischen Nachbardörfer an Rothenfels abgegeben und gezwungen, dem dortigen Graf untertan zu sein. 1605 erwarb das Kloster Mattenstadt Zins, Grund und Frucht in Wiebelbach. Wiebelbach wurde erst um 1655 an das wiedererstarkte Kloster Triefenstein zurückgegeben. 
1806 kam Wiebelbach unter Napoleon an die Fürstenfamilie von Löwenstein-Wertheim-Freudenberg (Sitz in Kreuzwertheim), 1818 wurde Wiebelbach bayerisch. Mit Gründung des deutschen Reiches 1871/72 unter Kanzler Bismarck wurde Wiebelbach politisch eigenständiger und richtete seine Steuern an das Rentamt Marktheidenfeld (heute Finanzamt) ab und hatte ab dieser Zeit eigene Bürgermeister.
Im Jahre 1862 wurde das Bezirksamt Marktheidenfeld gebildet, auf dessen Verwaltungsgebiet Wiebelbach lag. 1939 wurde wie überall im Deutschen Reich die Bezeichnung Landkreis eingeführt. Wiebelbach war nun eine der 47 Gemeinden im Landkreis Marktheidenfeld. Mit der Auflösung des Landkreises Marktheidenfeld im Jahre 1972 kam Wiebelbach in den neu gebildeten Landkreis Main-Spessart.

### Einwohnerentwicklung
Wiebelbach, ein Bauerndorf mit langer Tradition, hatte die meiste Zeit um die 150 Einwohner (1897), diese Zahl blieb selbst während der Kriege annähernd konstant. Erst nachdem Mitte der 1980er Jahre das Industriegebiet entstand, gab es Bevölkerungswachstum. So überschritt der Ort im Jahre 2002 die Marke von 200 Einwohnern. Mittlerweile waren aufgrund fehlenden Nachwuchs und alternder Bevölkerung auch hier die Zahlen wieder rückläufig und betrugen am 31. Dezember 2022 jedoch 205 Einwohner.

### Strukturwandel
Über Jahrhunderte war Wiebelbach von Ackerbau und Viehzucht geprägt. Nachdem der Ort 1814 zu Bayern kam und selbstständig wurde, bildete Holzschlag und -verkauf die wichtigste Einnahmequelle der ehemals kleinsten Gemeinde im Altlandkreis Marktheidenfeld. 
Die Gemeinde Wiebelbach wurde am 1. Januar 1972 nach Kreuzwertheim eingemeindet. Das Industriegebiet mit vielen mittelständischen Betrieben bietet der einheimischen Bevölkerung Arbeit und ist die Haupteinnahmequelle der Gemeinde Kreuzwertheim.
1897: Zu diesem Zeitpunkt wohnten im Ort 157 Personen in 29 Häusern bzw. 33 Haushalten. Man zählte 142 Stück Vieh (Rinder, Kühe, Kälber), 6 Pferde, 120 Schafe, 70 Schweine, 8 Bienenstöcke und unzählige Hasen, Hühner und Enten. Die Bevölkerung lebte ausschließlich von Ackerbau und Viehzucht. Ausnahmen bildeten nur ein Wirt, ein Schreiner, drei Schuhmacher, ein Schmied, ein Leinweber und ein Schneider.
1964: Wiebelbach ist immer noch eine selbstständige Gemeinde. Einnahmen der Dorfgemeinschaft sind Holzschlag und Verkauf von diesem, Pacht und Viehgeld. Der Fortschritt hat mittlerweile auch hier eingesetzt. Die Bevölkerung geht größtenteils einer Erwerbsbeschäftigung nach. Die Landwirtschaft wird aber noch im Nebenerwerb weiterbetrieben. Die Zahl der landwirtschaftlichen Betriebe ist rückläufig. Die Zahl des Milchviehs hat sich beinahe halbiert. Es gibt nur noch 74 Milchkühe im Ort. Einzig die Zahl der Schweine (75 Stück), Enten, Hühner und Hasen ist konstant hoch geblieben.
1993: Wiebelbach hat 170 Einwohner, es gibt keine Schreiner oder andere hergebrachte Handwerker mehr. Seit Mitte der 1980er Jahre haben sich etliche Industriebetriebe auf den ehemals landwirtschaftlich genutzten Flächen außerhalb des Ortes angesiedelt. Einzig das Gasthaus Linde existiert seit 1897.

### Auf einen Blick
- 1911: Anschluss an das Wassernetz (Spessartleitung)
- 1921: Versorgung mit Elektrizität
- 1936: Eröffnung einer eigenen Poststelle mit erstem Telefon des Ortes
- 1945: Kriegsende ohne nennenswerte Zerstörungen im Ort
- 1953: Kanalisierung des Ortes (Abwasser), erster Bulldog löst Ackergaul ab
- 1954: Schotterung der Ortsstraßen
- 1955: Erste Asphaltdecke auf der Straße
- 1956: Modernisierung der elektrischen Anlagen im Ort und der Straßenbeleuchtung
- 1958: Erster Automobilbesitzer im Ort (er besaß einen Opel Rekord)
- 1962: Erster Mähdrescher im Ort
- 1958 bis 1971 Flurbereinigung in der Gemarkung Wiebelbach.
- 1972: 1. Januar: Eingemeindung in den Markt Kreuzwertheim
- 1974: Ausweisung eines Gewerbegebietes
- 1989 bis 1991 Ortssanierung
- 1996 bis 1999 Renovierung der Kirche mit Bischofsbesuch
- 2009: Ausbau des DSL-Netzes von 1000 bits/s auf 6000 bits/s

## Religion
Im Ort leben überwiegend Katholiken. Für diese besteht als eigenes Gotteshaus die Kirche St. Josef.

## Politik

### Bürgermeister
- 1894–1900: Nikolaus Eitel
- 1900–1912: Johann Jeßberger
- 1912–1930: Georg Schäfer
- 1930–1945: Johann Jeßberger (Wolfe Johann)
- 1945–1946: Josef Schreck (ernannt von den Besatzern)
- 1946–1951: Leo Roth
- 1952–1965: Josef (Bärbeles Sepp) Jeßberger
- 1966–1971: Willi Roth

### Wappen

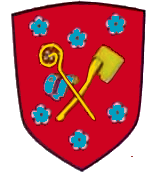
Nichtamtliches Wappen

Wiebelbach besaß kein eigenes Wappen. Das heutige wurde 2003 in einer Initiative der Jugendfeuerwehr und des Ehepaars Barbara und Urban Scheuring entwickelt. Zwischen mehreren Entwürfen, die gemeinsam mit einem Heraldiker und dem damaligen Kreisheimatpfleger erstellt wurden, fand am 23. März 2003 eine Abstimmung statt. Da im ersten Wahlgang kein Wappen eine qualifizierte Mehrheit erhielt, wurde am 30. März 2003 eine Stichabstimmung angesetzt, bei der sich das heutige Wappen durchsetzte. Seitdem ziert es die Ortsbegrüßungstafel und die Ärmelabzeichen der Feuerwehr.
Die frühere Gemeinde Wiebelbach führte im Dienstsiegel das kleine bayerische Staatswappen (Art. 4 Abs. 2 der bayerischen Gemeindeordnung – z. B. zu sehen in der Eingemeindungsurkunde im Sitzungssaal des Rathauses des Marktes Kreuzwertheim). Das „Ortswappen“ ist deshalb kein amtliches Wappen. Eine nicht mehr existente Gemeinde kann auch kein neues Wappen mehr annehmen. Dies sieht man auch daran, dass das oben aufgezeigte Verfahren nicht den einschlägigen Vorschriften entspricht (Art. 4 Abs. 1 Satz 2 der bayerischen Gemeindeordnung, § 5 der Verordnung über kommunale Namen, Hoheitszeichen und Gebietsänderungen). Das „Ortswappen“ hat daher lediglich die Eigenschaft eines Privatkunstwerkes. Daran ändert sich auch nichts dadurch, dass die Freiwillige Feuerwehr Wiebelbach dieses Wappen im Ärmelabzeichen führt. Dies widerspricht nämlich der Anlage 3 Nummer 1 der Ausführungsverordnung zum Bayerischen Feuerwehrgesetz (danach müsste im Ärmelabzeichen entweder das kleine bayerische Staatswappen oder das Wappen des Marktes Kreuzwertheim geführt werden).

## Kultur und Vereine
Die Freiwillige Feuerwehr mit ihrem Feuerwehrverein veranstaltet, ebenso wie die Kirchengemeinde, regelmäßig Feste und Treffen. Zudem findet jeden Donnerstag ein Männerstammtisch im Gasthaus Linde statt und alle zwei Wochen freitags ein Stammtisch für die Frauen. Dort findet man Anschluss an das Ortsgeschehen.

## Wirtschaft und Infrastruktur
Im Ort gibt es ein Gewerbegebiet, in dem hauptsächlich die metallverarbeitende Industrie, vor allem im Mittelstand, ansässig ist. Der Ort ist über den Autobahnzubringer MSP 35 an den etwa 5 km entfernten Autobahnanschluss Marktheidenfeld an der A3 angebunden. Im nur wenige Kilometer entfernten Wertheim besteht ein Anschluss an das Schienennetz der Deutschen Bahn. Zum nächstgelegenen Flughafen Frankfurt sind es via A3 rund 90 km. Der nächste ICE-Bahnhof in Würzburg liegt rund 35 km entfernt.

## Feuerwehr
1900: Gründung der Freiwilligen Feuerwehr Wiebelbach
1912: Anschaffung einer mit Pferden ziehbaren Handpumpe
1964: Anschaffung eines Tragkraftspritzenanhängers TSA mit Motorspritze
1969: Bau eines neuen Feuerwehrhauses mit Gemeindesaal
1988: Erstes Feuerwehrfahrzeug TSF 8/8 mit Bordfunk
1991 und 1995: Großes Straßenfest
1996: Kauf einer neuen Motorspritze
2008: Komplettrenovierung des Feuerwehrhauses
Feste: Kesselfleischessen, traditionelles Maibaumaufstellen, Grillfest

## Kirche
Die „Wiebelbacher“ waren seit jeher ein Filialdorf und gehörten der Unterwittbacher Kirchengemeinde an, da sie selbst keine eigene Kirche besaßen. In Unterwittbach gingen die Wiebelbacher zur Kirche und wurden auch dort beerdigt.
- 1876: Erste Bauabsichten für eine Kapelle
- 1918: Nach dem Ersten Weltkrieg mit vier Opfern erneute Bauabsichten. Das Vorhaben wurde wegen der Inflation wieder verworfen
- 1923: Ein eigener Friedhof für den Ort wurde 1923 am westlichen Ortsrand errichtet
- 1937 bis 1939: Bau einer eigenen Kirche, die auf St. Josef geweiht wurde
- 1952: Die Kirche bekommt ein neues Geläut, da das alte teilweise zu Kriegszwecken eingeschmolzen wurde
- 1996 bis 1999: Komplettrenovierung der Kirche mit neuem Altar
- 2. Mai 1999: Altarweihe durch Bischof Paul Werner Scheele
- 27. Januar 2001: Orgelweihe durch Weihbischof Bauer

Feste: Patroziniumsfest 19. März, Sommerfest